# Cmentarz żydowski w Warszawie (Bródno)

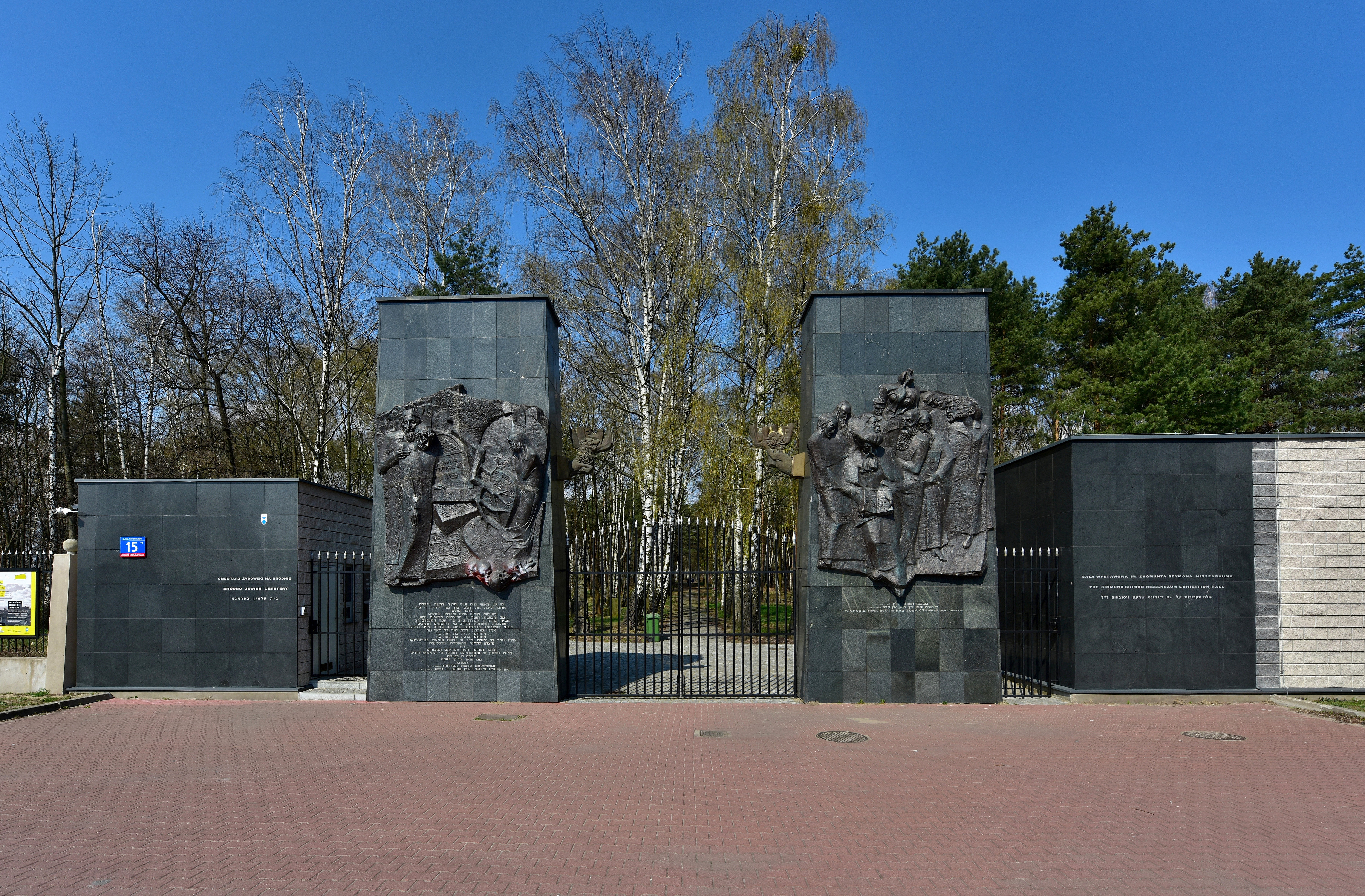
Brama główna cmentarza wzniesiona w latach 80. XX wieku przez Fundację Rodziny Nissenbaumów, po prawej pawilon z wystawą „Bejt almin – Dom wieczności”

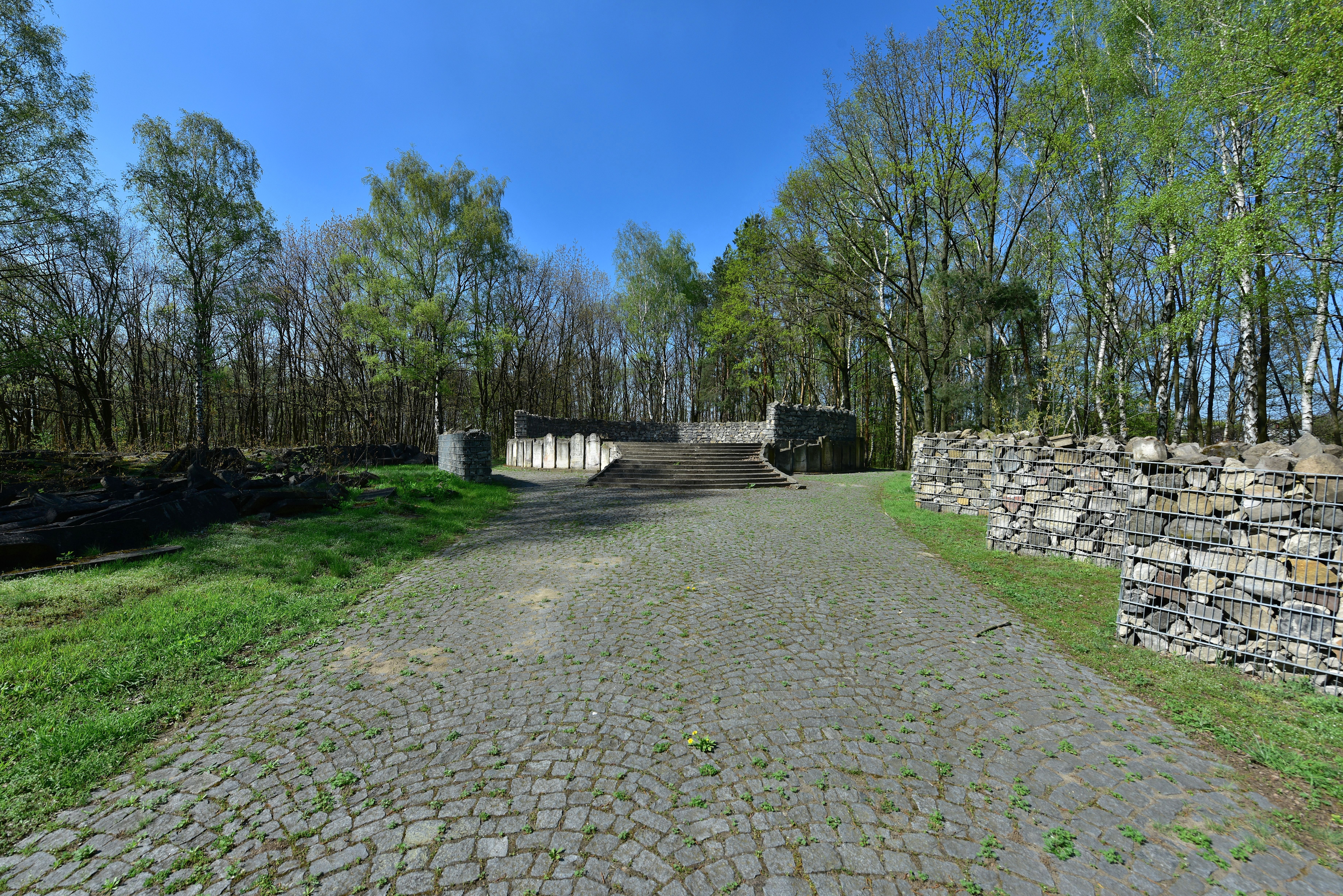
Główna aleja prowadząca do lapidarium

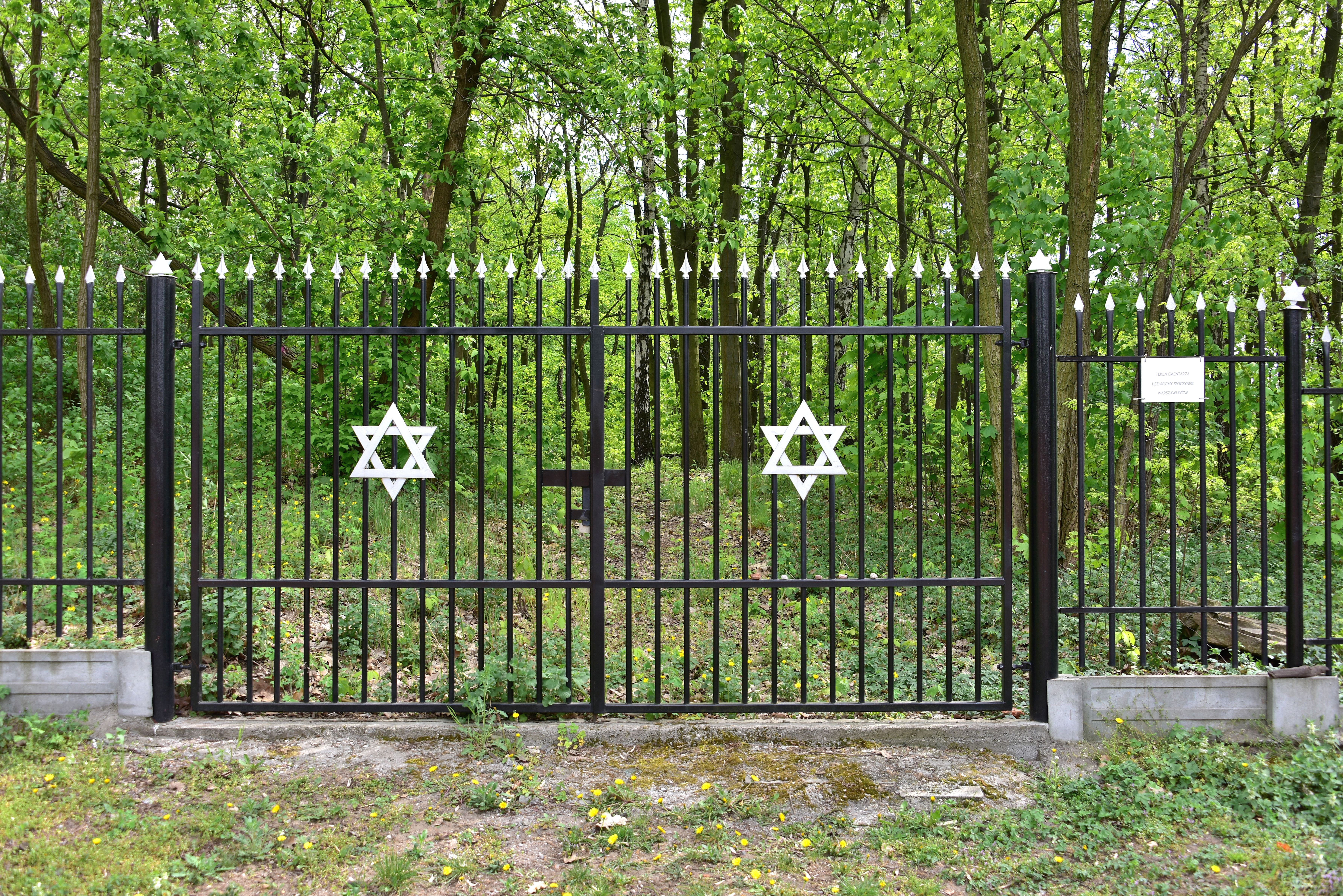
Brama nekropolii od strony cmentarza Bródnowskiego

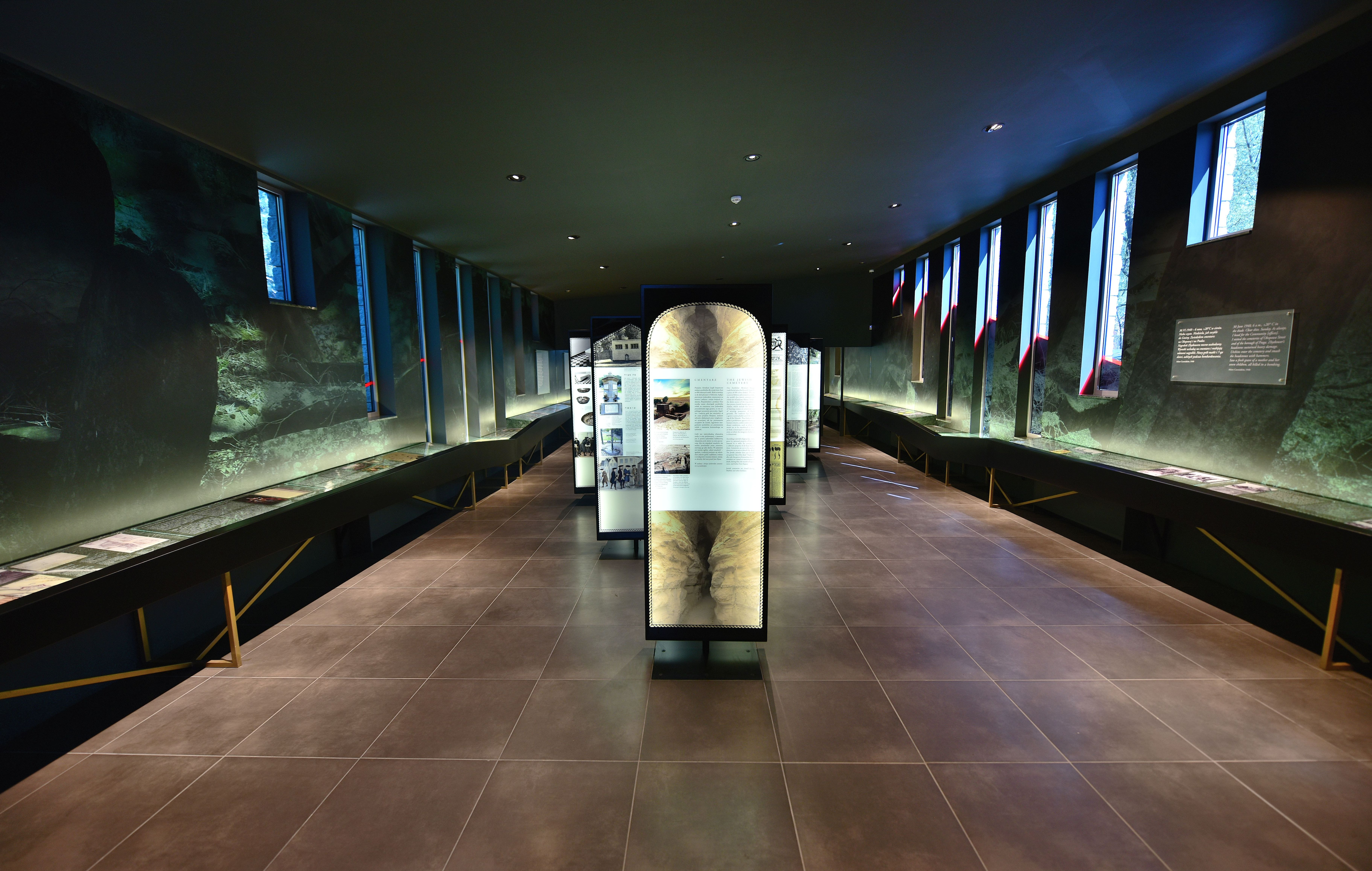
Fragment wystawy „Bejt almin – Dom wieczności”

Cmentarz żydowski na Bródnie – cmentarz żydowski znajdujący się w Warszawie, w dzielnicy Targówek, u zbiegu ulic Odrowąża i św. Wincentego.

## Historia
Cmentarz został oficjalnie założony w 1780 na gruntach wsi Targówek przez Szmula Jakubowicza Zbytkowera, bogatego kupca i dostawcę dworu Stanisława Augusta Poniatowskiego. Zbytkower uzyskał również wymaganą zgodę na założenie nekropolii od biskupa płockiego Michała Jerzego Poniatowskiego, któremu podlegały tereny na prawym brzegu Wisły. Była ona obwarowana warunkami cichych przemarszów konduktów pogrzebowych oraz dostarczania co roku 10 kamieni (ok. 120 kg) łoju kościołowi parafialnemu w Skaryszewie. Pierwszy odnotowany pochówek odbył się jednak jeszcze przed oficjalnym otwarciem cmentarza, w 1743.
Powierzchnia cmentarza wynosiła w tamtym czasie 0,75 ha. W 1784 żona Szmula Zbytkowera ufundowała ogrodzenie nekropolii; zbudowano także dom przedpogrzebowy. Do rzezi Pragi w 1794 liczba pochówków była jednak stosunkowo niewielka. W 1785 utworzono Bractwo Święte (Chewra Kadisza), które po śmierci Szmula Zbytkowera w 1801, zgodnie z zapisem przywileju lokacyjnego, przejęło zarządzanie nekropolią.
W 1794 na cmentarzu pochowano żołnierzy dowodzonego przez Berka Joselewicza Pułku Lekkokonnego Starozakonnego, którzy polegli w walkach z Rosjanami.
Szmul Zbytkower spoczął na ufundowanym przez siebie cmentarzu. W 1842 pochowano tam wynalazcę Abrahama Sterna, twórcę pierwszego na świecie arytmometru wykonującego pięć podstawowych działań.
W 1843 staraniem wnuka Szmula Zbytkowera, Jakuba Flataua, wzniesiono wzdłuż północno-wschodniej granicy cmentarza ceglany mur, w którym umieszczono tablicę pamiątkową ku czci fundatora. Pozostałe fragmenty muru wzniesiono dopiero w latach 70. XIX wieku z funduszy pochodzących z legatów Jakuba Flataua i jego siostry Rozalii Löwenstein.
W 1870 zarząd cmentarza został przejęty przez Gminę Żydowską w Warszawie. Wzniesiono nowy dom przedpogrzebowy, mur cmentarza, posadzono drzewa, wykopano kilka studni artezyjskich oraz zorganizowano regularną służbę cmentarną. W 1890 nekropolia znalazła się w granicach administracyjnych miasta. Pod koniec XIX wieku powiększono cmentarz od strony południowej.
Cmentarz był uważany za miejsce pochówku uboższych Żydów. Ustalone w 1855 opłaty były niższe o 75% niż na cmentarzu przy ulicy Okopowej, urządzano tam również wiele bezpłatnych pochówków. Ostatni pogrzeb miał miejsce przed zamknięciem getta warszawskiego, w listopadzie 1940. W tamtym czasie powierzchnia nekropolii wynosiła 18,5 ha.
W okresie okupacji i Niemcy zniszczyli znajdujące się na cmentarzu budynki i ogrodzenie oraz dużą liczbę nagrobków. Opuszczona nekropolia ucierpiała również w wyniku działalności hien cmentarnych.
W czasie powstania warszawskiego w sierpniu 1944 Niemcy rozstrzelali pod murem cmentarza 40 Polaków. Miejsce egzekucji zostało upamiętnione w latach 50. XX wieku tablicą Tchorka ustawioną przy ul. Odrowąża.
Dewastacja cmentarza była kontynuowała po 1945. Rozebrano otaczające go pozostałości muru. Między 1948 a 1951 na polecenie władz ocalałe nagrobki wyrwano; część z nich wykorzystano jako materiał budowlany, a kilkadziesiąt tysięcy przygotowano do wywiezienia, zwożąc je traktorami w jedno miejsce. Teren nekropolii zalesiono. Planowano urządzenie tam parku rekreacyjnego. Te plany nie zostały zrealizowane, a cmentarz stał się miejscem spotkań miejscowego marginesu społecznego. Wypasano tam także krowy. Zmniejszono również powierzchnię nekropolii z 16,5 do 13,5 ha, m.in. o pas terenu od strony ulicy Rogowskiej.
Na początku lat 80. XX wieku planowano wzniesienie w centralnej części cmentarza pomnika Żydów warszawskich. Projekt nie został zrealizowany, zachował się jednak wzniesiony w tym czasie postument. 
W latach 80. XX wieku nekropolia została odrestaurowana przez Fundację Rodziny Nissenbaumów. Cmentarz ogrodzono żelaznym parkanem, a od strony ul. św. Wincentego wzniesiono monumentalną bramę. Tworzą ją dwa pylony z płaskorzeźbami autorstwa Dariusza Kowalskiego, Teresy Pastuszki i Leszka Waszkiewicza. Płaskorzeźby przedstawiają sceny z dziejów praskich Żydów. Od bramy w głąb cmentarza przez las prowadzi brukowana centralna aleja. Znajduje się przy niej kilka odtworzonych kwater z charakterystycznymi, półcylindrycznymi nagrobkami z piaskowca i stojącymi przed nimi macewami. Na końcu alei znajduje się lapidarium z kamieni nagrobnych, gdzie miał stanąć pomnik Żydów warszawskich.
Nekropolia została wpisana do rejestru zabytków pod nr A-856 w dniu 5 września 2009.
W 2012 cmentarz został przekazany Gminie Wyznaniowej Żydowskiej w Warszawie. Gmina wybudowała nowe ogrodzenie i odrestaurowała bramę. Na postumencie niezbudowanego pomnika i przy głównej alei ustawiono gabiony wypełnione kawałkami macew.
W lutym 2018 w jednym z dwóch wzniesionych przy bramie parterowych pawilonów otwarto wystawę „Bejt almin – Dom wieczności” poświęconą historii bródnowskiej nekropolii oraz śmierci i zwyczajom pogrzebowym w kulturze żydowskiej. Zwiedzający może zapoznać się ze zwyczajami dotyczącymi pogrzebu i żałoby, rolą cmentarza w żydowskiej tradycji, a ponadto z formami inskrypcji i przesłaniem symboliki nagrobnej
W 2023 zakończył się pierwszy etap praca topograficznych i archeologicznych, prowadzonych pod nadzorem Komisji Rabinicznej ds. Cmentarzy. Odtworzony wtedy m.in. trzy oryginalne alejki oraz zlokalizowano miejsca pochówku Szmula Zbytkowera, a także − z dokładnością do trzech metrów − Abrahama Sterna, którego upamiętniono symboliczną macewą z napisem w językach polskim i hebrajskim. Odkopano także zarysy ścian oheli Jona Melwergera i Fajwke Lewińskiego i pozostałości po domu przedpogrzebowym.
W 2024 liczba macew na cmentarzu była szacowana na ok. 40 tys. sztuk. 
Nekropolia jest dostępna do zwiedzania, wstęp na jej teren jest płatny.

## Przypadki wykorzystania macew z cmentarza

### Park im. Jana Szypowskiego „Leśnika”
Do 2014 roku w parku im. płk. Jana Szypowskiego „Leśnika” przy ul. Grochowskiej znajdowały się pergole częściowo wykonane z macew pochodzących z bródzieńskiej nekropolii. Zbudowano z nich murki oraz słupki pergoli przy kręgu tanecznym.
Na początku lat 90. XX wieku władze Żydowskiego Instytutu Historycznego wystąpiły do władz Pragi-Południe o rozbiórkę pergoli w parku. Wiceburmistrz Jacek Podwysocki stwierdził jednak, że pergola nie zostanie rozebrana ze względu na brak funduszy. Została ona rozebrana w 2014, a kawałki macew użyte do ich budowy przewieziono z powrotem na cmentarz.

### Miejski Ogród Zoologiczny w Warszawie
Podobna sytuacja zaistniała również na terenie warszawskiego zoo, gdzie  w latach 50. XX wieku macewy wykorzystano do budowy chodników i krawężników w ogródku różanym w pobliżu ul. Ratuszowej. Nie jest wykluczone, że zostały wykorzystane także w innych miejscach.
Po 2007 roku macewy zostały wykopane i złożone koło wybiegu dla hipopotamów. W 2022 roku w uzgodnieniu z Gminą Wyznaniową Żydowską w Warszawie zostały przewiezione na cmentarz na Bródnie.

### Cmentarz Bródnowski
Macewy z żydowskiej nekropolii zostały użyte do budowy kwatery poległych żołnierzy radzieckich na sąsiednim cmentarzu Bródnowskim. Zostały przeniesione z powrotem w 2011 roku.

### Brzegi Wisły
W 2012 roku w związku z wyjątkowo niskim poziomem wody rzeka odsłoniła fragmenty żydowskich nagrobków, które - prawdopodobnie zmieszane z gruzem pochodzącym z rozebranych dróg – służyły do umacniania brzegów. Pracująca wówczas nad Wisłą grupa archeologów przekazała je policji, skąd trafiły na cmentarz.

## Inne informacje
Otoczony murem cmentarz jest widoczny na jednej z płaskorzeźb umieszczonych na mauzoleum Bera Sonnenberga (syna Szmula Zbytkowera), znajdującym się na cmentarzu żydowskim przy ulicy Okopowej.

## Osoby pochowane na cmentarzu
Na cmentarzu pochowany został między innymi jego założyciel, kupiec Szmul Zbytkower wraz z żoną Judytą Jakubowiczową oraz ich zięciem Izaakiem Flatauem, który był kupcem i założycielem synagogi Zgromadzenia Izraelitów Niemieckich w Warszawie, a także wynalazca Abraham Stern i działacz społeczno-religijny Menachem Mordechaj Mote.
Na cmentarzu znajdowały się również trzy ohele cadyków w których pochowani byli: Jona Melwerger, Fajwel Lewiński i Eliezer Aszkenazy.

## W filmie
Na terenie nekropolii kręcono sceny do filmu Pokolenie w reżyserii Andrzeja Wajdy i Europa, Europa  w reżyserii Agnieszki Holland.